# Музей лінкора «Айова»
Музей лінкора «Айова» — морський музей, розташований в порту Лос-Анджелеса в Сан-Педро (шт. Каліфорнія). Основним експонатом музею є лінкор «Айова», головний корабель свого типу.

## Історія
Лінкор «Айова» був головним кораблем останньої серії американських лінійних кораблів. Став до ладу в 1943 році, пройшов Другу світову війну, служив під час війни в Кореї і «Холодної війни». Протягом служби отримав 11 бойових зірок, служив флагманським кораблем трьох американських президентів. 6 вересня 2011 корабель був переданий Тихоокеанському центру лінійних кораблів (Pacific Battleship Center) в Сан-Педро (шт. Каліфорнія), який був базою лінійного флоту США з 1919 по 1940 роки.
27 жовтня 2011 корабель був переведений зі стоянки резервного флоту Сьюсан-Бей в порт Річмонда (шт. Каліфорнія) для фарбування та оновлення. 27 травня 2012 року в день 75-річчя корабель відбуксирували під містом Золота брама на кінцеву стоянку в порту Лос-Анджелеса.
4 липня 2012 року музей був відкритий в присутності понад 1500 глядачів на причалі 87 порту Лос-Анджелеса. У музеї проводяться щоденні екскурсії, групові програми, освітні відвідування, покази фільмів, військові церемонії, готується проведення нічних програм.
Денні екскурсії включають відвідування найбільших знарядь американського флоту (406 мм, довжина 50 калібрів), кают офіцерів, каюти президента Рузвельта, броньованої рубки, ракетних палуб, матроських кубриків, їдальнею, вертолітної палуби і інших приміщень. Корабель знаходиться на території Лос-Анджелеського центру подорожей (Los Angeles World Cruise Center), поблизу розташована парковка на 2100 автомобілів.
Лінкор брав участь в зйомках декількох фільмів і серіалів, включаючи «Морська поліція: Лос-Анджелес», «Останній бій», «Bermuda Tentacles», «Dark Rising». На кораблі проводяться щорічні заходи: зустрічі ветеранів Лос-Анджелеса (City of Los Angeles Veterans Appreciation), дні поминання (Memorial Day Celebration), дні пам'яті 11 вересня.